# 费信
费信，字公晓，号玉峰松岩生，明吴郡昆山人，洪武二十一年（1388年）生。年十，其兄为太仓卫戍兵，然而不久死亡。因而年十四，代兄参军。年少好学，因家贫常借书阅读，又自学通阿拉伯文。永乐七年（1409年）二十二岁。永乐、宣德年间曾任翻译官随三宝太监郑和四次下西洋：
- 第一次 永乐七年（1409年）
- 第二次 永乐十年（1412年）
- 第三次 永乐十三年（1415年）
- 第四次 明宣德五年（1430年）

费信在正统元年（1436年）著《星槎胜览》上下卷，纪录下西洋时所见所闻各国风土人情，上卷占城国、交栏山、暹逻国、爪哇国、旧港、满刺加国、木骨都束等二十二国是亲身经历，下卷多从《岛夷志略》摘录。
费信著《星槎胜览》、马欢著《瀛涯胜览》和巩珍著《西洋番国志》是关于郑和下西洋的第一手资料，他们都先后随郑和访问西洋各国。
除了《星槎胜览》费信还著有《天心纪行录》一卷，已失。

## 费信岛
为了纪念航海家费信，南沙群岛中有一岛名为费信岛。